# Mudvayne
Mudvayne er et amerikansk heavy metal-band. Deres musik er blevet beskrevet af trommeslager, Matt McDonough, som math-metal.
Mudvayne er et amerikansk metal band fra Peoria Illinois. Bandet blev dannet i 1996 og består af grundlæggeren og frontfiguren Chad Gray, guitaristen Greg Tribbett, bassisten Ryan Martinie og trommeslageren Matthew McDonough. De er signeret af Epic Records, har udgivet fem studiealbums, to dvd'er.
Mudvayne blev kendte for deres debutalbum L.D. 50 (Lethal Dosage 50 (dødelig dosis)) som kom op på en 85'ende plads på 'Billboard 200' og er siden blevet certificeret med guld af RIAA. Singlen "Dig" fra albummet har vundet MTV2-prisen ved MTV video Music Awards 2001, det var første gang de blev afholdt. I 2006 blev Mudvayne nomineret for 'Best Metal Performance' til Grammy uddelingen med singlen "Determined" fra bandets studiealbum Lost and Found fra 2005. Mudvayne har fem guldcertifikater fra RIAA og har solgt næsten to millioner albums i USA.

## Studiealbum
- L.D. 50 (2000)
- The End of All Things to Come (2002)
- Lost and Found (2005)
- The New Game (2008)
- Mudvayne (2009)

| Musikgruppe | Spire Denne artikel om en amerikansk musikgruppe er en spire som bør udbygges. Du er velkommen til at hjælpe Wikipedia ved at udvide den. |